# Cantón de Lury-sur-Arnon
El cantón de Lury-sur-Arnon era una división administrativa francesa, que estaba situada en el departamento de Cher y la región de Centro-Valle de Loira.

## Composición
El cantón estaba formado por nueve comunas:
- Brinay
- Cerbois
- Chéry
- Lazenay
- Limeux
- Lury-sur-Arnon
- Méreau
- Preuilly
- Quincy

## Supresión del cantón de Lury-sur-Arnon
En aplicación del Decreto n.º 2014-206 de 21 de febrero de 2014, el cantón de Lury-sur-Arnon fue suprimido el 22 de marzo de 2015 y sus 9 comunas pasaron a formar parte del nuevo cantón de Mehun-sur-Yèvre.